# Gordon Binkerd
Gordon Ware Binkerd (* 22. Mai 1916 in Lynch/Nebraska; † 5. September 2003 in Urbana/Illinois) war ein US-amerikanischer Komponist und Musikpädagoge.
Binkerds Familie wechselte während seiner Kindheit – bedingt durch den Beruf seines Vaters, der für die Bell Telephone Company arbeitete – häufig den Wohnort; hauptsächlich wuchs er aber in Gregory/South Dakota auf. Bei der National School Band and Orchestra Association Competition 1932 vertrat er South Dakota und wurde zu einem der fünf besten jungen Pianisten des Landes gewählt. Im Folgejahr ging er an das Dakota Wesleyan College. Dort studierte er bei den Komponisten Gail Kubik und Russell Danburg und erhielt 1937 den Bachelorgrad im Fach Klavier. Er unterrichtete dan am Junior College in Garden City/Kansas und zwei Jahre lang am Franklin College in Indiana.
1940 begann er an der Eastman School of Music ein Graduiertenstudium bei Max Landau (Klavier) und Bernard Rogers (Komposition). Ab 1942 diente er im Pacific Theatre der US Navy. Nach Kriegsende setzte er sein Studium an der Harvard University bei Archibald Davison, Otto Kinkeldey, Willi Apel und anderen fort und unterrichtete als Assistent von Irving Fina. Außerdem nahm er zwischen 1946 und 1949 Kompositionsunterricht bei Walter Piston.
Ab 1949 unterrichtete Binkerd Musiktheorie und Komposition an der University of Illinois at Urbana-Champaign. Er war beteiligt am Aufbau der Musikschule der Universität zu einer Institution von nationalem Rang, wurde 1963 als einer der ersten Professoren an das Center for Advanced Study berufen und leitete viele Jahre lang die Sektion Musiktheorie und Komposition. Daneben gab er als Artist in Residence regelmäßig Sommerkurse in der MacDowell Colony in Peterborough/New Hampshire und in Yaddo in Saratoga Springs. 1971 zog er sich von der akademischen Lehrtätigkeit zurück, um sich ganz der Komposition zu widmen.
Das kompositorische Werk Binkerds umfasst neben Sinfonien unter anderem Bearbeitungen von Werken von Komponisten des 16., 17. und 18. Jahrhunderts für Orchester, Bläser- oder Streicherensemble, Kammermusik für Streichquartett, Streichtrio und Bläser, mehr als 170 veröffentlichte Chor- und Vokalwerke und mehrere Sammlungen virtuoser Klavierstücke. Die Dakota Wesleyan University ehrte ihn 1987 als Alumnus of the Year und verlieh ihm 1987 einen Ehrendoktortitel. Die Alzheimer-Krankheit beendete 1996 seine künstlerische Laufbahn.